# فرانك جي. بيكر
فرانك جي. بيكر هو سياسي أمريكي، ولد في 27 أغسطس 1899 في بروكلين في الولايات المتحدة، وتوفي في 4 سبتمبر 1981 في لينبروك في الولايات المتحدة. نشط حزبياً في الحزب الجمهوري. وقد انتخب عضو جمعية ولاية نيويورك ‏ وانتخب عضو مجلس النواب الأمريكي ‏.